# چارلز پرتیوس استینمتز
چارلز پرتیوس اشتاینمتز (انگلیسی: Charles Proteus Steinmetz; ۹ آوریل ۱۸۶۵ – ۲۶ اکتبر ۱۹۲۳) استاد کالج یونین و یک ریاضی‌دان و مهندس برق آمریکایی و متولد آلمان بود.

## زندگی شخصی

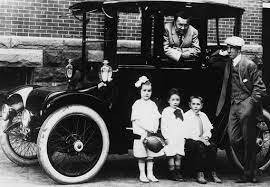
چارلز پرتیوس اشتاینمتز به همراه خانواده در سال 1914

۹ آوریل سال ۱۸۶۵ چارلز اشتینمتز در یک خانوادهٔ یهودی در امپراتوری پروس با نام کارل آگوست رودولف اشتینمتز متولد شد. وی همانند پدر و پدربزرگش از بیماری کوتولگی رنج می‌برد. چارلز در دوران تحصیل باعث شگفتی تمام معلمان خود بخاطر قدرت بسیار بالا در درک و یادگیری ریاضیات و فیزیک بود.
وی سال ۱۸۸۳ تحصیلات خود را در مقطع کارشناسی آغاز کرد و تا مقطع دکترا پیش رفت. سال ۱۸۸۸ و زمانی که تقریباً در پایان راه دوره دکترا بود بخاطر فعالیت‌های سیاسی مورد بازجویی پلیس وقت آلمان قرار گرفت و هیچ‌گاه نتوانست دوره دکترای خود را به پایان برساند. در همان سال بخاطر فعالیت‌های سیاسی از آلمان به آمریکا مهاجرت کرد و در آنجا نام خود را به چارلز تغییر داد. زمانی که به آمریکا وارد شد کارش را در شرکت رودولف آیکمیر آغاز کرد و زیر نظر وی به تحقیق پرداخت. این شرکت بعدها توسط کمپانی تازه تأسیس General Electric خریداری شد و چارلز به نام جادوگر GE بخاطر کارهای خارق‌العاده‌اش به شهرت رسید.
مهم‌ترین دستاورد چارلز پروتیوس اشتینمتز به تشریح ریاضی و فرمول‌بندی جریان متناوب برق بازمی‌گردد که باعث یک انقلاب در صنعت برق آمریکا و سپس جهان شد. فرمول‌های ریاضی چارلز باعث شد تا مهندسان و دانشمندان حوزه صنعت برق بتوانند موتورهای الکتریکی، ژنراتورها و نیروگاه‌های عظیم برق متناوب را طراحی کنند و بسازند.

## فرمول‌های ریاضی چارلز اشتینمتز
بدون فرمول‌های ریاضی چارلز اشتینمتز امکان به‌ کارگیری نیروی برق جریان متناوب وجود نداشت، در واقع با کشف فرمول‌های ریاضی، دنیای جدیدی پیش روی سایر دانشمندان باز شد. جریان متناوب، جریان الکتریکی است که در آن اندازهٔ جریان به صورت چرخه‌ای تغییر می‌کند که برخلاف جریان مستقیم است که در آن اندازهٔ جریان مقدار ثابتی است. برق تحویل داده شده به شرکت‌های تجاری، منازل مسکونی به صورت متناوب (AC) است. شکل یک مدار AC معمولاً به صورت یک موج سینوسی کامل است ولی در کاربردهای خاص شکل موج‌های مختلفی استفاده می‌شود مانند امواج مثلثی یا مربعی. سیگنال‌های صوتی و رادیویی حمل شده روی سیم‌های برق نیز نمونه‌هایی از جریان متناوب است.

## درگذشت
چارلز اشتینمتز در ۲۶ اکتبر سال ۱۹۲۳ در سن ۵۸ سالگی در آمریکا درگذشت.